# An De Donder
An De Donder (Antwerpen, 1 mei 1950) is acteur en theatermaker. 

## Artistieke loopbaan
An De Donder werkte samen met: 
- Monty
- Reizend Volkstheater
- Oud Huis Stekelbees
- Nova Zembla
- De Werf
- De Onderneming
- Theater Stap
- Walpurgis
- LOD
- Vilanella
- hetpaleis
- Muziektheater Transparant
- Luc Mishalle
- Elvis Peeters

Als filmactrice speelde ze mee in::
- Het Sacrament (1990, Jeanne)
- Kon hesi Baka
- Kom gauw terug (1977)
- Centaur Blues (1993)
- Elkerlyc (1972)

### Podiumproducties
An De Donder speelde een actieve rol in de volgende producties:
- 1971: Appels voor Eva
- 1971: Artiestenuitgang
- 1971: Play-back
- 1972: Gedenk hen welwillend
- 1981: De bloedkermis
- 1982: Hamlet de jongleur
- 1982: Pantagleize
- 1983: Het Bos
- 1983: Van dageraad tot middernacht
- 1987: DE EINDELOZE ADEM
- 1988: MOLIERES MISANTROOP
- 1988: Madame De Sade
- 1989: B is A in bubbels
- 1990: Stukken IV
- 1990: Drie zusters
- 1991: Groen
- 1991: Ava & Sylvana & Greta op de Olympus
- 1992: Verwantschap
- 1993: VEERLE VANGENECHTEN NOVEMBER 63
- 1993: Caro Amigo
- 1993: Met een gewei van spijt
- 1994: Don Carlos
- 1994: Carlos
- 1995: Zwaluw, Zwaluw, kleine Zwaluw
- 1995: Spiegeltje, Spiegeltje
- 1996: Nooit meer slapen
- 1997: Alles is er, sindsdien val ik
- 1997: O, o, o
- 1998: Anton[4]
- 1999: De kikkerkoning
- 1999: Twee Sproken
- 2000: De ontmoeting met een mens is altijd afmattend
- 2000: Bomma en Boom
- 2001: Ongelikt King Lear
- 2002: Oerd
- 2003: Gekelderd
- 2004: Het schaampaard
- 2004: 7
- 2005: Saulpain
- 2005: Erik Pinksterblom
- 2006: Bomma
- 2006: De Gelukkige Prins (met Muziektheater Transparant, naar Oscar Wilde)
- 2006: Het meisje de jongen de rivier (met Muziektheater Transparant)
- 2OO8: Twee oude vrouwtjes (productie LOD, met Sien Eggers)[5]
- 2008: Ye Ying
- 2008: Het eenzame beest/The Lonely Beast
- 2009: Autopsie van een Gebroken Hart (Productie LOD ,Coproductie Muziektheater Transparant, naar het boek van Marcelle Sauvageot)[6]
- 2011: Erik
- 2012: Territoria (ism Freija Van Esbroeck, Erik De Vries en Wim Henderickx)[7]
- 2014: BIEF/LETTER/LETRE
- 2014: Kaspar